# 안토니우 페티쿠브

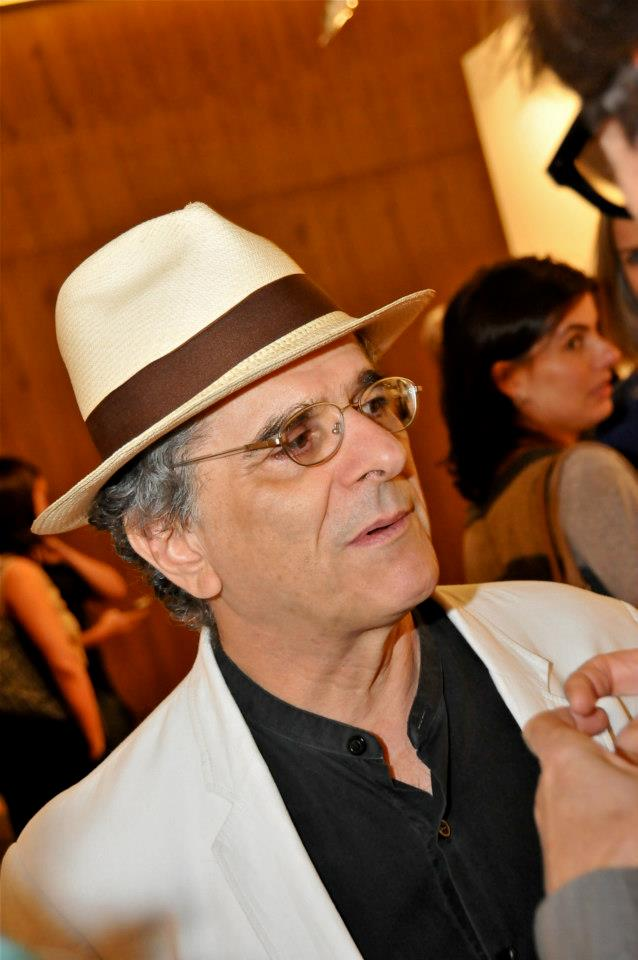

안토니우 페티쿠브(Antonio Peticov)는 브라질의 조각가로, 불가리아계 브라질인이다.
독학으로 배운 페티쿠브의 접근 방식은 예술사에 대한 체계적인 개인 연구와 1960년대 후반의 아방가르드 예술 운동으로의 통합을 기반으로 한다. 그는 또한 신성한 기하학과 황금 비율을 전문으로 하여 그의 작업에 강력한 수학적 특성을 부여했다.
1967년 예술가 알디르 멘데스 드 수자 및 길베르토 살바도르와 함께 반구아르다 조벰 노 아레나(Vanguarda Jovem no Arena) 그룹을 설립하여 여러 전시회에 참가했다. 같은 기간 동안 그는 트로피칼리아(Tropicália) 운동에 참여하기 시작했다.
그는 2003년부터 2007년까지 브라질 비주얼 아티스트 협동조합 회장을 역임했으며 북미 루이스 캐롤 협회 회원이다. 그는 1999년부터 2006년까지 상파울루에서 NAC(Núcleo de Arte Contemporânea)를 설립하고 감독했다. 2016년 70세의 나이에 그는 안토니오 페티쿠브 미술문화관(Antonio Peticov Institute of Art and Culture)을 열었다.